# Leichtathletik-Europameisterschaften 1994/50 km Gehen der Männer
Das 50-km-Gehen der Männer bei den Leichtathletik-Europameisterschaften 1994 wurde am 13. August 1994 in den Straßen Helsinkis ausgetragen.
Europameister wurde der russische WM-Dritte von 1993 Waleri Spizyn. Silber gewann der französische EM-Dritte von 1990 Thierry Toutain. Der Italiener Giovanni Perricelli kam auf den dritten Platz.

## Bestehende Rekorde / Bestleistungen
Anmerkung:

Rekorde wurden damals im Marathonlauf und Straßengehen wegen der unterschiedlichen Streckenbeschaffenheiten mit Ausnahme von Meisterschaftsrekorden nicht geführt.
| Weltbestzeit         | 3:37:41 h | Andrei Perlow  | Leningrad (heute St. Petersburg), Sowjetunion (heute Russland) | 5. August 1989  |
| Europabestzeit       | 3:37:41 h | Andrei Perlow  | Leningrad (heute St. Petersburg), Sowjetunion (heute Russland) | 5. August 1989  |
| Meisterschaftsrekord | 3:40:55 h | Hartwig Gauder | EM Stuttgart, BR Deutschland                                   | 31. August 1986 |

Panoramablick auf Helsinki im Jahr 2004

Der bestehende EM-Rekord wurde bei diesen Europameisterschaften nicht erreicht. Mit seiner Siegerzeit von 3:41:07 h blieb der russische Europameister Waleri Spizyn allerdings nur zwölf Sekunden über dem Rekord. Zur Welt- und Europabestzeit fehlten ihm 3:26 min.

## Durchführung
Hier gab es keine Vorrunde, alle 34 Geher traten gemeinsam zum Finale an.

## Legende
Kurze Übersicht zur Bedeutung der Symbolik – so üblicherweise auch in sonstigen Veröffentlichungen verwendet:
| DNF | Wettkampf nicht beendet (did not finish) |
| DSQ | disqualifiziert                          |

## Ergebnis

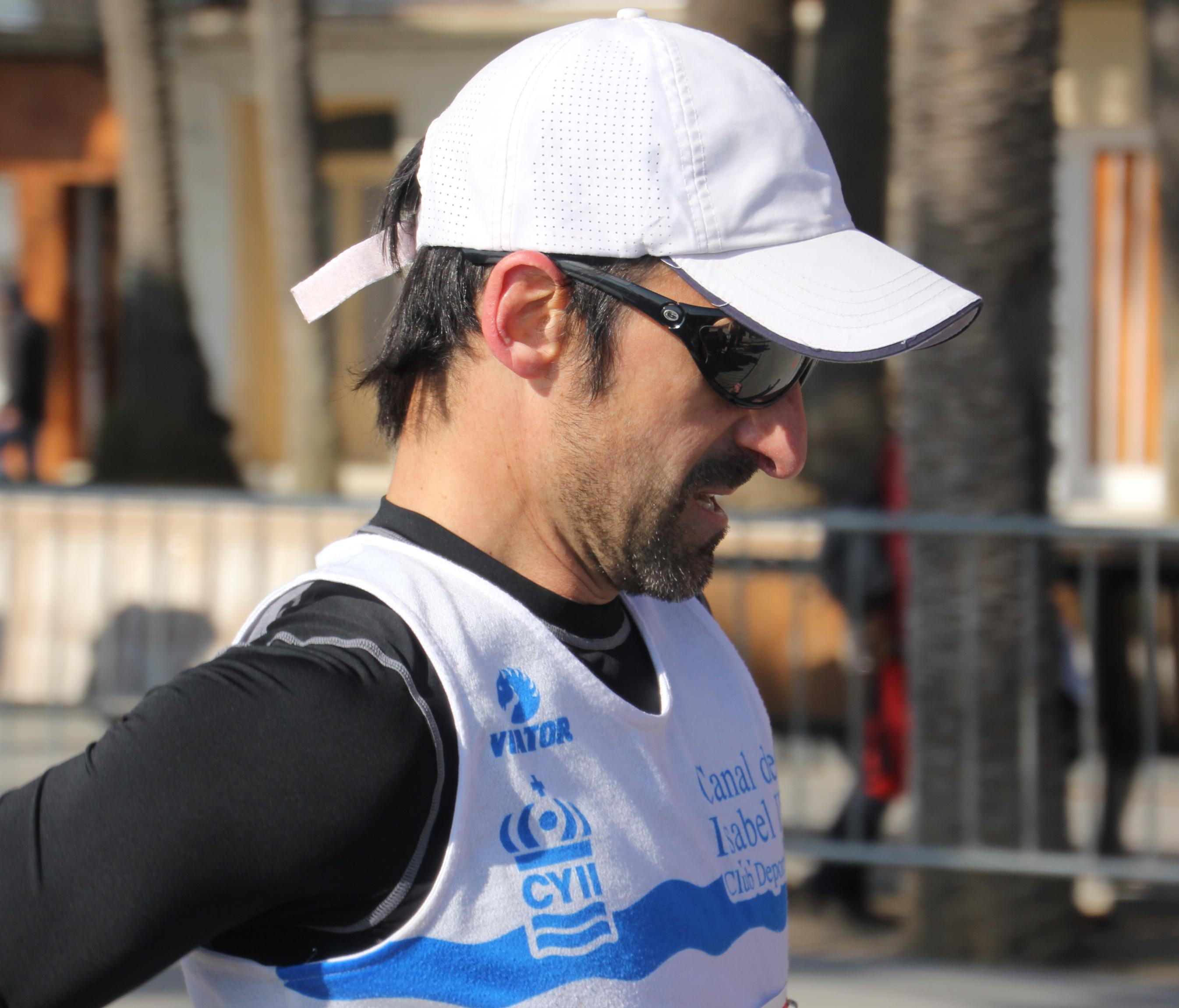
Der amtierende WeltmeisterJesús Ángel García belegte Rang vier – er war noch lange aktiv und erfolgreich

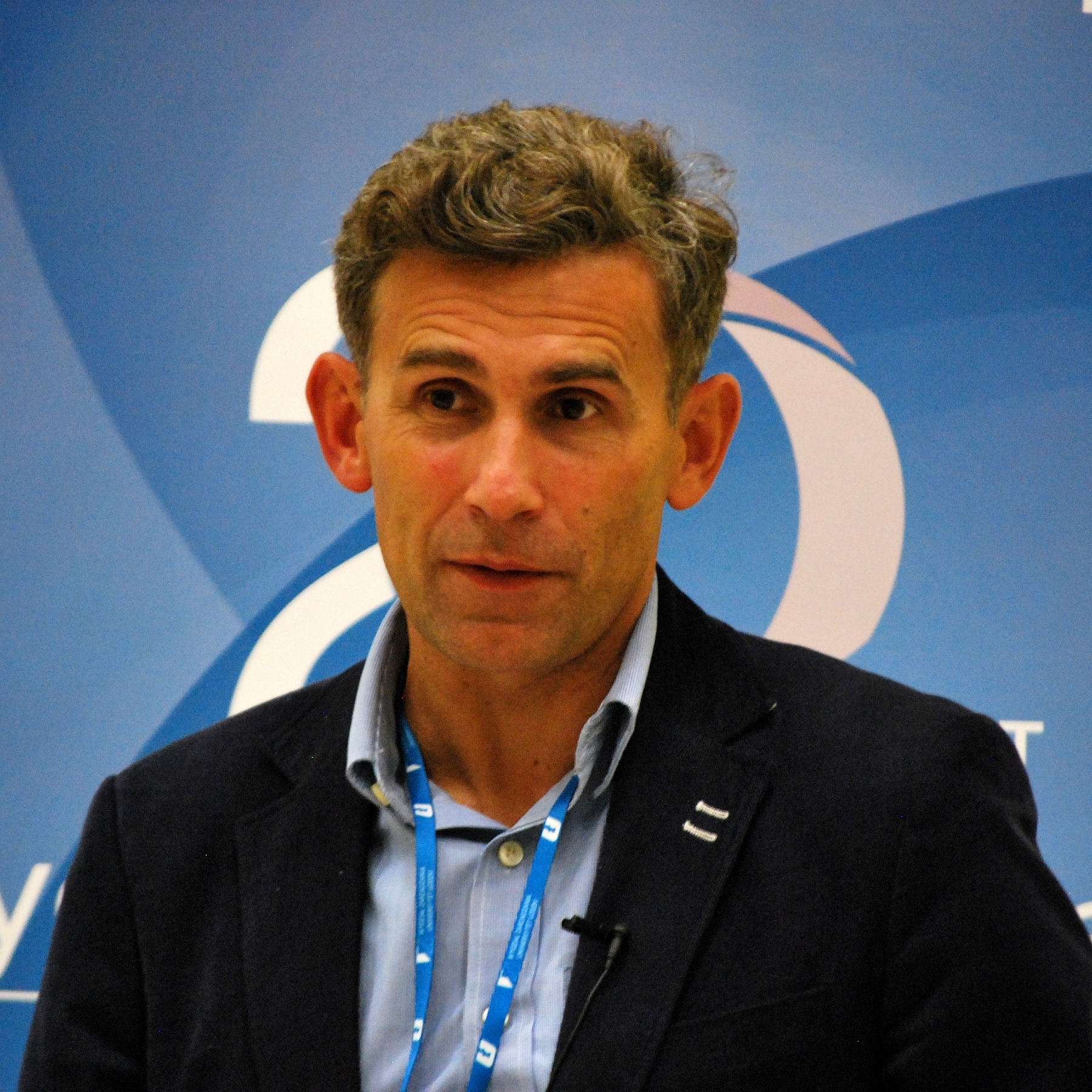
Rang fünf für Robert Korzeniowski – später einer der erfolgreichsten Geher der Leichtathletikgeschichte

13. August 1994
| Platz | Name                 | Nation         | Zeit (h) |
| ----- | -------------------- | -------------- | -------- |
| 1     | Waleri Spizyn        | Russland       | 3:41:07  |
| 2     | Thierry Toutain      | Frankreich     | 3:43:52  |
| 3     | Giovanni Perricelli  | Italien        | 3:43:55  |
| 4     | Jesús Ángel García   | Spanien        | 3:45:25  |
| 5     | Robert Korzeniowski  | Polen          | 3:45:57  |
| 6     | German Skurygin      | Russland       | 3:46:30  |
| 7     | Valentin Kononen     | Finnland       | 3:47:14  |
| 8     | Andrei Plotnikow     | Russland       | 3:47:43  |
| 9     | Pavol Blažek         | Slowakei       | 3:49:44  |
| 10    | Axel Noack           | Deutschland    | 3:50:32  |
| 11    | Zóltan Czukor        | Ungarn         | 3:51:52  |
| 12    | Andrés Marín         | Spanien        | 3:52:14  |
| 13    | Alain Lemercier      | Frankreich     | 3:54:44  |
| 14    | Arturo Di Mezza      | Italien        | 3:56:00  |
| 15    | Peter Tichý          | Slowakei       | 3:56:00  |
| 16    | Miloš Holuša         | Tschechien     | 3:56:55  |
| 17    | Basilio Labrador     | Spanien        | 3:58:58  |
| 18    | Stefan Johansson     | Schweden       | 4:00:18  |
| 19    | Aleksandar Raković   | BR Jugoslawien | 4:01:17  |
| 20    | Pascal Charrière     | Schweiz        | 4:02:25  |
| 21    | Roman Bílek          | Tschechien     | 4:04:58  |
| 22    | Štefan Malík         | Slowakei       | 4:07:45  |
| 23    | Aldo Bertoldi        | Schweiz        | 4:07:58  |
| 24    | Gyula Dudás          | Ungarn         | 4:15:14  |
| 25    | Juha Kinnunen        | Finnland       | 4:18:42  |
| DNF   | Modris Liepiņš       | Lettland       |          |
| DNF   | Risto Nurmi          | Finnland       |          |
| DNF   | Thomas Wallstab      | Deutschland    |          |
| DNF   | Robert Ihly          | Deutschland    |          |
| DSQ   | Aljaksandr Pataschou | Belarus        |          |
| DSQ   | Artur Schumak        | Belarus        |          |
| DSQ   | Wiktar Ginko         | Belarus        |          |
| DSQ   | René Piller          | Frankreich     |          |
| DSQ   | Giuseppe De Gaetano  | Italien        |          |